# Division d'Honneur 1938-1939
La Division d'Honneur 1938-1939 è stata la 39ª edizione della massima serie del campionato belga di calcio disputata tra il settembre 1938 e il maggio 1939 e conclusa con la vittoria del R. Beerschot AC, al suo settimo titolo.
Capocannoniere del torneo fu Jozef Wagner con 32 reti.

## Formula
Come nella stagione precedente le squadre partecipanti furono 14 e disputarono un turno di andata e ritorno per un totale di 26 partite.
Le ultime due classificate retrocedettero in Division 1.

## Squadre
| Squadra                  | Città                | Stadio | Stagione 1937-1938  |
| ------------------------ | -------------------- | ------ | ------------------- |
| Standard Liegi           | Liegi                |        | 7°                  |
| Cercle Brugge K.S.V.     | Bruges               |        | Division I          |
| White Star Woluwe AC     | Woluwe-Saint-Lambert |        | 10°                 |
| Olympic Charleroi        | Charleroi            |        | 11°                 |
| Anderlecht               | Anderlecht           |        | 8°                  |
| Beerschot AC             | Anversa              |        | Campione del Belgio |
| ARA La Gantoise          | Gand                 |        | 6°                  |
| Anversa                  | Anversa              |        | 4°                  |
| Union Saint-Gilloise     | Saint-Gilles         |        | 3°                  |
| Daring Club de Bruxelles | Bruxelles            |        | 2°                  |
| RFC Brugeois             | Bruges               |        | 5°                  |
| RFC Malinois             | Malines              |        | 12°                 |
| K Boom FC                | Boom                 |        | Division I          |
| Liersche SK              | Lier                 |        | 9°                  |

## Classifica finale
|                   | Pos. | Squadra                     | Pt | G  | V  | N  | P  | GF | GS | DR  |
| ----------------- | ---- | --------------------------- | -- | -- | -- | -- | -- | -- | -- | --- |
| Belgio (bandiera) | 1.   | R. Beerschot AC             | 41 | 26 | 19 | 4  | 3  | 70 | 29 | +41 |
|                   | 2.   | Lierse S.K.                 | 34 | 26 | 13 | 5  | 8  | 67 | 37 | +30 |
|                   | 3.   | Olympic Charleroi           | 33 | 26 | 15 | 8  | 3  | 60 | 44 | +16 |
|                   | 4.   | RFC Malinois                | 32 | 26 | 14 | 8  | 4  | 64 | 45 | +19 |
|                   | 5.   | R.S.C. Anderlecht           | 28 | 26 | 11 | 9  | 6  | 45 | 47 | -2  |
|                   | 6.   | Royale Union Saint-Gilloise | 24 | 26 | 9  | 11 | 6  | 57 | 60 | -3  |
|                   | 7.   | K Boom FC                   | 24 | 26 | 9  | 11 | 6  | 40 | 55 | -5  |
|                   | 8.   | Anversa                     | 23 | 26 | 8  | 11 | 7  | 53 | 51 | +2  |
|                   | 9.   | Standard Liegi              | 23 | 26 | 8  | 11 | 7  | 62 | 67 | -5  |
|                   | 10.  | White Star Woluwé F.C.      | 22 | 26 | 8  | 12 | 6  | 45 | 64 | -19 |
|                   | 11.  | Cercle Brugge K.S.V.        | 22 | 26 | 8  | 12 | 6  | 38 | 56 | -18 |
|                   | 12.  | La Gantoise                 | 21 | 26 | 7  | 12 | 7  | 32 | 37 | -5  |
|                   | 13.  | Daring Bruxelles            | 20 | 26 | 4  | 10 | 12 | 31 | 48 | -17 |
|                   | 14.  | RFC Brugeois                | 17 | 26 | 6  | 15 | 5  | 40 | 64 | -24 |

Legenda:

      Campione del Belgio
      Retrocesso in Division 1
Note:

Due punti a vittoria, uno a pareggio, zero a sconfitta.

### Verdetti
- R. Beerschot AC campione del Belgio 1938-39.
- RFC Brugeois e Daring Club Bruxelles retrocesse in Division I.

Il campionato fu poi sospeso nei primi anni della Seconda guerra mondiale.